# Jean de Béthencourt
Jean de Béthencourt ([ʒɑ də betɑkuːʁ]; 1362 – 1425) byl francouzský objevitel, který v roce 1402 vedl expedici na Kanárské ostrovy. Přistál nejdříve na severní straně ostrova Lanzarote. Odtamtud dobyl pro Kastilii ostrovy Fuerteventura (1405) a El Hierro a sesadil místní náčelníky. Béthencourt získal titul krále Kanárských ostrovů, ale uznával krále Jindřicha III. Kastilského, který mu poskytl pomoc během expedice, jako svého vládce.